# Svetilnik Barra
Svetilnik Barra (portugalsko Farol da Barra), znan tudi kot svetilnik Santo Antônio (portugalsko Farol de Santo Antônio), je svetilnik v Salvadorju, Bahia, Brazilija. Stoji na konici rta Padrão, zdaj rt svetega Antônia, na skrajnem jugu Salvadorja, na vhodu v Zaliv Vseh svetih. Svetilnik je bil zgrajen v središču utrdbe Santo Antônio da Barra.
To je bil prvi sistem navtične signalizacije, ki je začel delovati v Ameriki. Postavljen je bil leta 1698, sprva v štirikotni obliki, z zastekljeno bronasto lučjo na vrhu, ki jo je poganjalo kitovo olje. To je najstarejši svetilnik v Ameriki, ki še vedno deluje.
Trenutni svetilnik je drugi, zgrajen na tem mestu. Sedanja stavba je bila zgrajena leta 1839 in jo je posvetil dom Peter II. Brazilski. Zgrajen je iz zidakov in poslikan s črno-belimi pasovi. Svetilnik je 22 metrov visok stožčasti stolp s Fresnelovo lečo iz leta 1890. Nacionalni inštitut za zgodovinsko in umetniško dediščino je leta 1938 uvrstil utrdbo in svetilnik med zgodovinske strukture.
Priljubljenost svetilnika je razložena z dejstvom, da je to eden redkih krajev v Braziliji, kjer je možno opazovati sončni zahod ob morju; poleg tega so v utrdbi uredili majhen pomorski muzej Museu Náutico da Bahia in kavarno.

## Prvi svetilnik
Prvi svetilnik v Barri je bil zgrajen zaradi širitve trgovine in suženjstva v Bahii v 17. stoletju. Pristanišče v Salvadorju je bilo glavna točka atlantske trgovine s sužnji v Braziliji, regija pa je na evropski potrošniški trg izvažala sladkor, bombaž, tobak in les. Galeja Santíssimo Sacramento je 5. maja 1668 utrpela tragičen brodolom na peščeni obali ob izlivu reke Vermelho, ker na tem območju ni bilo svetilnika. Utrdba Santo Antônio da Barra, ki je bila obnovljena leta 1696 pod vlado Joãa de Lencastre (1694-1702), dobila štirikoten stolpič, na vrhu katerega je bila zastekljena bronasta luč. Kvadratno obliko svetilnika v nasprotju z današnjo cilindrično strukturo vidimo v Cartas Soteropolitanas v poznem 18. stoletju Luísa dos Santosa Vilhene. Njegovo gorivo je bilo kitovo olje, poimenovali so ga Vigia da Barra ali Farol da Barra.
V ladijskem dnevniku angleškega gusarja Williama Dampierja iz leta 1699 je zapisano: »Vhod v zaliv Todos os Santos brani mogočna utrdba Santo Antônio, katere svetilke so prižgane in viseče, da vodijo ladje, ki smo jih videli ponoči.«

## Drugi svetilnik
Po odhodu Portugalcev iz Brazilije je regulativni odlok z dne 6. julija 1832 zahteval postavitev sodobnejšega svetilnika v Barri. Vlada je naročila svetilnik, izdelan v Angliji, ki je nadomestil starega. Posvetil ga je Dom Peter II. Brazilski 2. decembra 1839. Imel je katoptrični reflektor, osvetljen s kerozinom in je bil v jasnem vremenu viden osemnajst navtičnih milj. Stari Barbier sistem razsvetljave z žarilno nitko na petrolej je bil leta 1937 zamenjan z električno lučjo. Svetilnik je, tako kot drugi v Braziliji, v lasti brazilske mornarice. Vzdržuje ga čolnarsko središče za signalizacijo Almirante Moraes Rêgo (Centro de Auxílios à Navegação Almirante Moraes Rego) (CAMR) Direktorata za hidrografijo in navigacijo (Diretoria de Hidrografia e Navegacão) (DHN). Svetilnik Barra je vizualna ikona Salvadorja in sklicevanja nanj se pojavljajo v literaturi, umetnosti in filmu.

## Zaščiten status
Trdnjavo Santo Antônio da Barra in svetilnik Barra sta kot zgodovinski stavbi zaščiteni s strani Nacionalnega inštituta za zgodovinsko in umetniško dediščino. Utrdba je bila leta 1938 uvrščena na seznam zgodovinskih stavb.